# Lancer du poids masculin aux championnats du monde d'athlétisme 2009
Navigation
Osaka 2007 Daegu 2011
L'épreuve du lancer du poids masculin des championnats du monde de 2009 s'est déroulée le 15 août 2009 dans le Stade olympique de Berlin, en Allemagne. Elle est remportée par l'Américain Christian Cantwell.

## Médaillés
| Or                 | Argent          | Bronze       |
| Christian Cantwell | Tomasz Majewski | Ralf Bartels |

## Inscrits et qualifications
Pour se qualifier pour l'épreuve, il fallait avoir réalisé au moins 20,30 m (minimum A) ou 19,90 m (minimum B) du 1er janvier 2008 au 3 août 2009.
Lors des éliminatoires, se sont qualifiés pour la finale les douze lanceurs suivants (le seuil était fixé à 20,30 m, ou les 12 meilleurs lanceurs) :
1. Tomasz Majewski (POL)	21,19 m	Q
2. Pavel Lyzhyn (BLR)	20,72 m	Q
3. Andrei Mikhnevich (BLR) 20,65 m Q
4. Christian Cantwell (États-Unis)	20,63 m	Q
5. Adam Nelson (États-Unis)	20,50 m	Q
6. Ralf Bartels (GER) 20,41 m Q
7. Reese Hoffa (États-Unis) 20,23 m q
8. Miroslav Vodovnik (SLO)	20,22 m	q	(SB)
9. Peter Sack	(GER)	20,20 m	q
10. Carl Myerscough (GBR) 20,17 m q
11. Pavel Sofin	(RUS)	20,16 m	q
12. Hamza Alić	(BIH)	20,10 m	q

Sofin a bénéficié d'un lancer supplémentaire, un lancer ayant été mal mesuré (alors qu'il était très proche de 20,30 m).

### Finale
| Rang               | Athlète            | Pays               | Essais | Essais | Essais | Essais | Essais | Essais | Marque | Notes |
| Rang               | Athlète            | Pays               | 1      | 2      | 3      | 4      | 5      | 6      | Marque | Notes |
| ------------------ | ------------------ | ------------------ | ------ | ------ | ------ | ------ | ------ | ------ | ------ | ----- |
| Médaille d'or      | Christian Cantwell | États-Unis         | 21.54  | 20.72  | 21.03  | 21.21  | 22.03  | –      | 22.03  | WL    |
| Médaille d'argent  | Tomasz Majewski    | Pologne            | 21.36  | 21.19  | 20.80  | 21.68  | 21.91  | 21.18  | 21.91  |       |
| Médaille de bronze | Ralf Bartels       | Allemagne          | 20.35  | 20.18  | 21.37  | 20.80  | 20.94  | 21.20  | 21.37  | PB    |
| 4                  | Reese Hoffa        | États-Unis         | 21.02  | x      | 20.95  | 21.14  | 20.97  | 21.28  | 21.28  |       |
| 5                  | Adam Nelson        | États-Unis         | 21.11  | 20.93  | x      | x      | x      | x      | 21.11  | SB    |
| 6                  | Miroslav Vodovnik  | Slovénie           | 19.60  | 19.50  | 20.50  | x      | 19.82  | 20.14  | 20.50  | SB    |
| 7                  | Hamza Alić         | Bosnie-Herzégovine | 20.00  | x      | 19.80  |        |        |        | 20.00  |       |
| 8                  | Pavel Sofin        | Russie             | 19.89  | 19.69  | 19.85  |        |        |        | 19.89  |       |
| 9                  | Carl Myerscough    | Royaume-Uni        | 18.42  | x      | x      |        |        |        | 18.42  |       |
| —                  | Peter Sack         | Allemagne          | x      | x      | x      |        |        |        | NM     |       |
| —                  | Pavel Lyzhyn       | Biélorussie        | x      | 20.98  | x      | x      | x      | x      | 20.98  | DQ    |
| —                  | Andrei Mikhnevich  | Biélorussie        | 20.34  | 20.31  | 20.62  | 20.74  | 20.54  | x      | 20.74  | DQ    |